# 動機づけ
動機づけ（どうきづけ、英: Motivation）とは、個人を目標指向の行動に向かわせる内部状態のことである。それは、人間や動物が特定の時点である行動を開始、継続、または終了する理由を説明する力として理解されることが多い。これは複雑な現象であり、その正確な定義は議論の対象となっている。それはアパシーや無気力の状態であるアモチベーションと対照的である。動機づけは心理学、神経科学、動機づけ科学、哲学などの分野で研究されている。
動機づけの状態は、その方向性、強度、持続性によって特徴づけられる。動機づけの状態の方向性は、それが達成しようとする目標によって形作られる。強度は状態の強さであり、その状態が行動に変換されるかどうか、そしてどの程度の努力が払われるかに影響を与える。持続性は、個人がある活動に従事する意思のある期間を指す。動機づけは多くの場合、2つの段階に分けられる：第1段階では個人が目標を設定し、第2段階ではその目標の達成を試みる。
学術文献では多くの種類の動機づけが議論されている。「内発的動機づけ」は喜びや好奇心などの内的要因から生じる。これは報酬の獲得や処罰の回避などの外的要因によって駆動される「外発的動機づけ」と対照的である。「意識的動機づけ」では、個人は行動を駆り立てる動機を認識しているが、「無意識的動機づけ」ではそうではない。その他の種類には、「合理的」および「非合理的動機づけ」、「生物学的」および「認知的動機づけ」、「短期的」および「長期的動機づけ」、「利己的」および「利他的動機づけ」がある。
動機づけの理論は、動機づけの現象を説明しようとする概念的枠組みである。内容理論は、どのような内的要因が人々を動機づけ、どのような目標を一般的に追求するかを説明することを目的としている。例として、マズローの欲求段階説、二要因理論、学習された欲求理論がある。これらは過程理論と対照的であり、過程理論は期待理論、公平性理論、目標設定理論、自己決定理論、強化理論のように、人間の動機づけの基礎となる認知的、感情的、意思決定プロセスについて議論する。動機づけは多くの分野に関連している。それは教育的成功、仕事の成果、運動競技の成功、消費者心理的行動に影響を与える。さらに自己啓発、健康、刑法の分野においても関連性がある。

## 定義、測定、意味領域
動機づけは、個人を目標指向の行動に向かわせ、それを持続させる内部状態または力として理解されることが多い。動機づけの状態は、人間や動物が特定の時点でなぜある行動を開始、継続、または終了するのかを説明する。動機づけの状態は、それが目指す目標と、その目標に向けられる努力の強度と持続時間によって特徴づけられる。動機づけの状態には異なる強度の度合いがある。状態の度合いが高い場合、低い場合と比べて行動に影響を与える可能性が高くなる。動機づけはアモチベーションと対照的であり、これはある活動に対する興味の欠如やそれに対する抵抗である。やや異なる意味で、「動機づけ」という言葉は、誰かを動機づける行為や、何かを行う理由や目標を指すこともある。これはラテン語のmovere（動かす）から来ている。
動機づけを研究する伝統的な学問分野は心理学である。それは動機づけがどのように生じ、どのような要因が影響を与え、どのような効果があるかを研究する。動機づけ科学は、異なる下位分野からの知見を結びつけようとする統合的アプローチに焦点を当てたより最近の研究分野である。神経学は、関与する脳領域や神経伝達物質などの基礎となる神経学的メカニズムに関心がある。哲学は動機づけの本質を明らかにし、他の概念との関係を理解することを目指している。
動機づけは直接観察できず、他の特徴から推論されなければならない。それを測定する方法は複数ある。最も一般的なアプローチは自己報告に依存し、アンケートを使用することである。これには「あなたはどの程度動機づけられていますか？」というような直接的な質問が含まれる場合もあれば、特定の活動に関連する目標、感情、投資された努力についての追加的な要因を尋ねる場合もある。もう1つのアプローチは個人の外部観察に基づいている。これは行動の変化を研究することに関係する場合もあれば、脳波や皮膚伝導度の測定などの追加的な方法を含む場合もある。

### 学術的定義
動機づけの学術的定義は多く提案されてきたが、その正確な特徴づけについてはほとんど合意がない。これは部分的に、動機づけが多くの側面を持つ複雑な現象であり、異なる定義が異なる側面に焦点を当てることが多いためである。一部の定義は内的要因を強調する。これには欲求や意思に関連する心理的側面、または身体的欲求に関する生理的側面が含まれる。例えば、ジョン・デューイとアブラハム・マズローは心理学的観点から動機づけを欲求の一形態として理解しており、ジャクソン・ビーティーとチャールズ・ランサム・ガリステルは、空腹や渇きに似た身体的プロセスとして捉えている。
一部の定義は人間と動物の動機づけの連続性を強調するが、他の定義は両者を明確に区別する。これは多くの場合、人間の行為者が理由に基づいて行動し、最も強い衝動に機械的に従うわけではないという考えによって強調される。密接に関連する不一致は、アウェアネスと合理性の役割に関するものである。この側面を強調する定義は、動機づけを最も適切な行動を合理的に考慮する主に意識的なプロセスとして理解する。別の観点は、責任のある無意識的および潜在意識的要因の多様性を強調する。
他の定義は、動機づけを行動を方向づけ維持するエネルギーを提供する覚醒の一形態として特徴づける。例えば、K. B. マドセンは動機づけを「行動の背後にある『推進力』」として捉え、エリオット・S・ヴァテンスタインとロデリック・ウォンは動機づけが結果に関心を持つ目標指向の行動につながることを強調する。動機づけにおける目標の役割は、時として盲目的な反射や固定的な刺激-反応パターンとは対照的に、柔軟な行動につながるという主張と結びつけられる。これは、個人が目標を達成するための手段を用い、使用する手段に関して柔軟であるという考えに基づいている。この見方によれば、ラットの摂食行動は動機づけに基づいているとされる。なぜなら、ラットは空腹を満たすために複雑な迷路を通り抜けることを学習できるが、ハエの刺激に束縛された摂食行動にはそれが当てはまらないためである。
一部の心理学者は動機づけを一時的で可逆的なプロセスとして定義する。例えば、ロバート・A・ハインデとジョン・オルコックは、それを刺激に対する反応性に影響を与える一時的な状態として捉えている。このアプローチにより、永続的な行動変化をもたらす学習のような現象と動機づけを対比することが可能になる。
もう1つのアプローチは、動機づけの多くの異なる側面をカバーする非常に広い特徴づけを提供することである。これは多くの場合、上記の要因の多くを含む非常に長い定義をもたらす。定義の多様性と合意の欠如は、心理学者のB. N. バネルとドナルド・A・デューズベリーのような一部の理論家に、動機づけの概念が理論的に有用であることを疑わせ、代わりにそれを単なる仮説的構成物として捉えさせることになった。

### 意味領域
「動機づけ」という用語は「動機」という用語と密接に関連しており、2つの用語はしばしば同義語として使用される。しかし、一部の理論家は専門用語としてそれらの正確な意味を区別する。例えば、心理学者のアンドレア・フックスは動機づけを「個別の動機の総和」として理解している。心理学者ルース・カンファーによれば、動機は変動する内部状態としての動機づけの動的な性質と対照的な、安定した性向的傾向である。
動機づけは能力、努力、行為と密接に関連している。能力とは行為を遂行する力であり、歩く能力や書く能力などがある。個人はそれらを行使することなく能力を持つことができる。個人は能力があれば何かをする動機づけを持つ可能性が高くなるが、能力を持つことは要件ではなく、対応する能力がなくても動機づけを持つことは可能である。努力は能力を行使する際に投資される身体的および精神的エネルギーである。それは動機づけに依存し、高い動機づけは高い努力と関連している。結果としての遂行の質は、能力、努力、動機づけに依存する。行為を遂行する動機づけは、その行為が実行されない場合でも存在することがある。これは例えば、同時に異なる行為に従事する動機づけがより強い場合などである。

## 構成要素と段階
動機づけは複雑な現象であり、しばしば異なる構成要素と段階の観点から分析される。構成要素は異なる動機づけの状態が共通して持つ側面である。よく議論される構成要素は、方向性、強度、持続性である。段階または局面は、動機づけが時間とともにどのように展開するかの時間的部分であり、初期の目標設定段階とそれに続く目標追求段階などがある。
密接に関連する問題は、欲望、信念、合理的熟考のような、動機づけの責任を持つ異なる種類の精神現象に関するものである。一部の理論家は、何かをしたいという欲望がすべての動機づけの状態の本質的な部分であると主張する。この見方は、何かをしたいという欲望がその活動に従事する努力を正当化するという考えに基づいている。しかし、この見方は一般的に受け入れられているわけではなく、少なくとも一部の場合において、行為は信念や合理的熟考のような他の精神現象によって動機づけられると示唆されている。例えば、ある人は積極的にそ

### 構成要素
動機づけは時として3つの主要な構成要素の観点から議論される：方向性、強度、持続性である。方向性は人々が選択する目標を指す。それは人々がエネルギーを投資することを決定する目的である。例えば、ルームメイトの1人が映画に行くことを決め、もう1人がパーティーに行くことを決めた場合、両者とも動機づけを持っているが、その動機づけの状態は追求する方向性に関して異なる。追求される目的は、しばしば手段-目的関係の階層の一部を形成する。これは、より高次の目標に到達するためには、いくつかの段階やより低次の目標を達成しなければならないことを意味する。例えば、完全な記事を書くというより高次の目標を達成するためには、記事の異なる部分を書くという異なるより低次の目標を実現する必要がある。体重を3kg減らすなどの具体的な目標もあれば、可能な限り体重を減らすなどの非具体的な目標もある。具体的な目標は、計画を立て進捗を追跡しやすくすることで、しばしば動機づけとパフォーマンスにプラスの影響を与える。
目標は個人の動機づけの理由に属し、なぜ彼らがある行動を好み、それに従事するのかを説明する。動機づけの理由は規範的理由と対照的であり、規範的理由は何をすべきか、またはなぜある行動の過程が客観的に良いのかを決定する事実である。動機づけの理由は規範的理由と調和する場合もあるが、必ずしもそうではない。例えば、ケーキに毒が入っている場合、それはホストがゲストにそれを提供しない規範的理由となる。しかし、もし彼らが毒に気づいていない場合、礼儀正しさが提供する動機づけの理由となる可能性がある。
動機づけの強度は、ある特定の課題にどれだけのエネルギーを投資する意思があるかに対応する。例えば、同じ訓練に従事する2人のアスリートは同じ方向性を持っているが、1人が全力を尽くし、もう1人が最小限の努力しか払わない場合、動機づけの強度に関して異なる。一部の理論家はこの構成要素に「強度」ではなく「努力」という用語を使用する。
動機づけの状態の強さは、それが行動に変換されるかどうかにも影響を与える。ある理論では、異なる動機づけの状態が互いに競合し、最も高い正味の動機づけの力を持つ行動のみが実行に移されると述べている。しかし、これが常に真であるかどうかは議論の余地がある。例えば、合理的熟考の場合、最も強い動機に反して行動することが可能かもしれないと示唆されている。もう1つの問題は、この見方が自由意志の存在を否定する決定論の形態につながる可能性があることである。
持続性は動機づけの長期的な構成要素であり、個人がある活動に従事する期間を指す。高レベルの動機づけの持続性は、時間をかけた持続的な専念として現れる。選択された目標に関する動機づけの持続性は、手段のレベルでの柔軟性と対照的である：個人は追求する目的に到達するために、手段のレベルでアプローチを調整し、異なる戦略を試みることがある。このようにして、個人は以前に選択された手段の効果に影響を与える物理的および社会的環境の変化に適応することができる。
動機づけの構成要素は、限られた資源の配分のアナロジーとして理解することができる：方向性、強度、持続性は、どこにエネルギーを配分し、どれだけの量を、どれだけの期間配分するかを決定する。効果的な行動のためには、通常、すべての3つのレベルで適切な形態の動機づけを持つことが重要である：必要な強度と持続性を持って適切な目標を追求すること。

### 段階
動機づけのプロセスは一般的に2つの段階に分けられる：目標設定と目標追求である。目標設定は動機づけの方向性が決定される段階である。それは異なる行動の過程の賛否両論を考慮し、達成を目指す目標に自分自身をコミットすることを含む。目標設定プロセスそれ自体は計画が実行されることを保証しない。これは個人が計画を実行しようとする目標追求段階で起こる。それは行動の開始から始まり、努力を投入し、成功するために異なる戦略を試みることを含む。この段階ではさまざまな困難が生じる可能性がある。個人は目標指向の行動を開始する主導権を握り、障害に直面しても気の散りに屈することなくコミットメントを維持しなければならない。また、選択された手段が効果的であり、自分自身を酷使しないようにする必要がある。
目標設定と目標追求は通常、異なる段階として理解されるが、さまざまな方法で絡み合うことがある。追求段階でのパフォーマンスに応じて、個人は目標を調整することがある。例えば、パフォーマンスが予想よりも悪い場合、目標を下げることがある。これは活動に投資される努力の調整と手を携えて進むことがある。感情状態は目標がどのように設定され、どの目標が優先されるかに影響を与える。ポジティブな感情は目標の価値に関する楽観主義と関連し、ポジティブな結果を追求する傾向を生み出す。ネガティブな感情はより悲観的な見通しと関連し、悪い結果を回避することにつながる傾向がある。
一部の理論家はさらなる段階を提案している。例えば、心理学者バリー・J・ジマーマンはパフォーマンスの後に追加の内省段階を含める。さらなるアプローチは、企画の2つの部分を区別することである：第1部は目標を選択することから成り、第2部はこの目標をどのように実現するかを計画することに関するものである。

## 種類
学術文献では多くの異なる種類の動機づけが議論されている。これらは、その発現に責任を持つ基礎となるメカニズム、追求される目標、包含する時間的視野、誰が恩恵を受けることを意図しているかに基づいて互いに異なる。

### 内発的および外発的

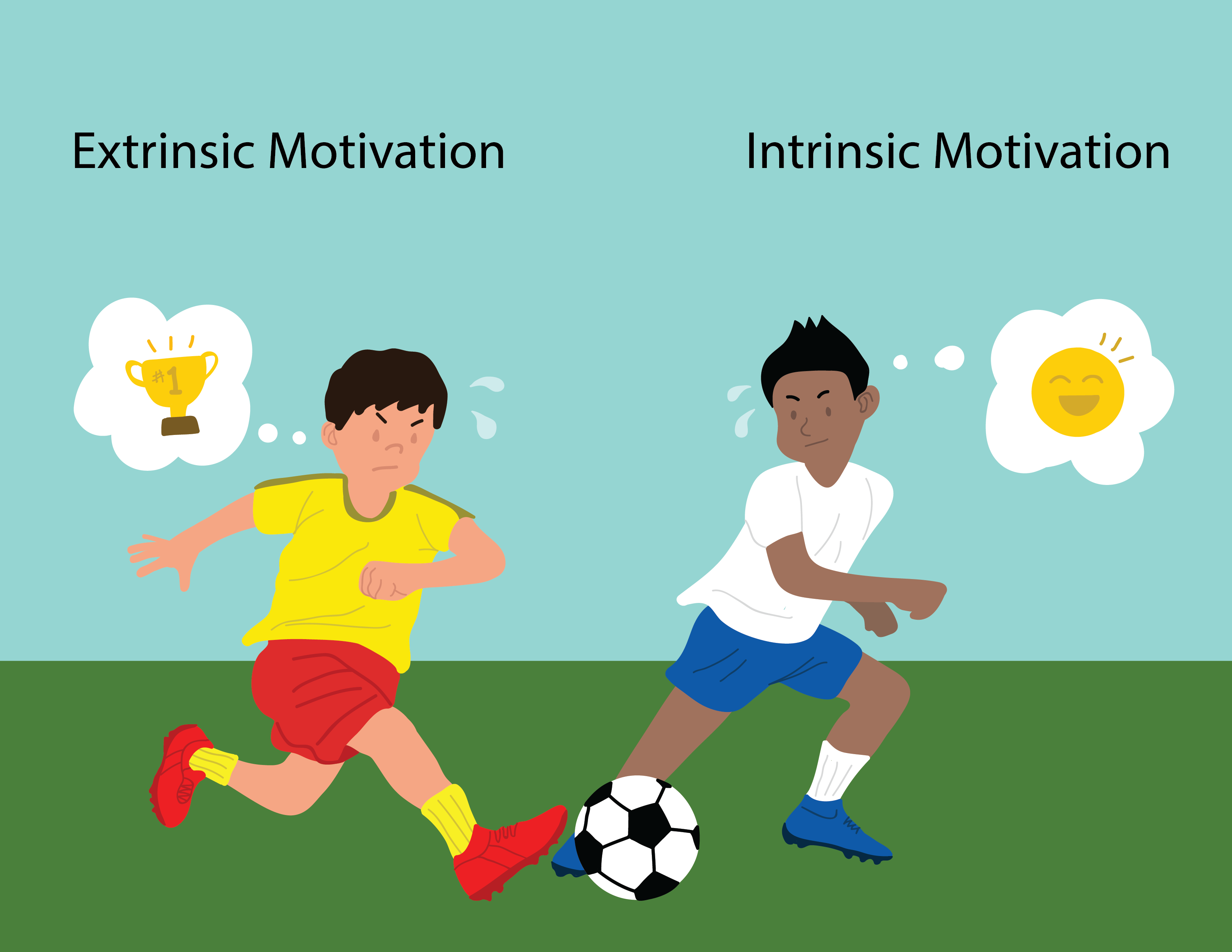
内発的動機づけは、活動を楽しむことなどの内的要因から生じる。外発的動機づけは、活動を完了することによって得られる報酬などの外的要因に基づく。

内発的動機づけと外発的動機づけの区別は、動機づけの源泉または起源に基づいている。内発的動機づけは個人の内部から来るもので、楽しみ、好奇心、または充実感から活動に従事する。これは人々が活動そのもののために活動を追求するときに起こる。これは、その行動が良い感じがするために人がその行動に従事する場合のような感情的要因、または、それを良いものまたは意味のあるものとして見る場合のような認知的要因によるものである。内発的動機づけの例は、単にそれを楽しむためだけに昼休みにバスケットボールをする人である。
外発的動機づけは、報酬、処罰、または他者からの承認などの外的要因から生じる。これは、人々が活動そのものではなく、活動の効果や結果に関心を持っているために活動に従事するときに起こる。例えば、学生が親からの処罰を恐れるために宿題をする場合、外発的動機づけが責任を持つ。
内発的動機づけは、しばしば外発的動機づけよりも高く評価される。それは、純粋な情熱、創造性、目的意識、個人のオートノミーと関連している。また、より強いコミットメントと持続性を伴う傾向がある。内発的動機づけは認知的、社会的、身体的発達における重要な要因である。内発的動機づけの程度は、自律性の感覚や他者からのポジティブなフィードバックを含む様々な条件によって影響を受ける。教育の分野では、内発的動機づけは高品質の学習をもたらす傾向がある。しかし、外発的動機づけにも特定の利点がある：それは、自然には興味深いまたは楽しいとは感じない有用または必要な課題に従事する動機づけを人々に提供することができる。一部の理論家は、内発的動機づけと外発的動機づけの違いを明確な二分法ではなくスペクトラムとして理解している。これは、活動がより自律的であるほど、内発的動機づけと関連付けられるという考えと結びついている。
行動は、内発的動機のみによって、外発的動機のみによって、またはその両方の組み合わせによって動機づけられる可能性がある。後者の場合、その人が行動に従事する理由には内的および外的な理由の両方がある。両方が存在する場合、それらは互いに逆効果になる可能性がある。例えば、高額な金銭的報酬のような強い外発的動機づけの存在は、内発的動機づけを減少させる可能性がある。このため、外的な報酬がもはや得られない場合、個人はその活動にさらに従事する可能性が低くなる。しかし、これは必ずしもそうではなく、適切な状況下では、内発的動機づけと外発的動機づけの組み合わせた効果がより高いパフォーマンスにつながる。

### 意識的および無意識的
意識的動機づけは、人が意識している動機を含む。それは目標と基礎となる価値の明示的な認識を含む。意識的動機づけは、目標とそれを実現するための計画の策定、およびその制御された段階的な実行と関連している。一部の理論家は、計画し、開始し、調整し、行動を評価する実体としての自己の役割を強調する。意識的動機づけの例は、衣料品店で、シャツを買いたいと述べ、実際にシャツを買う人である。

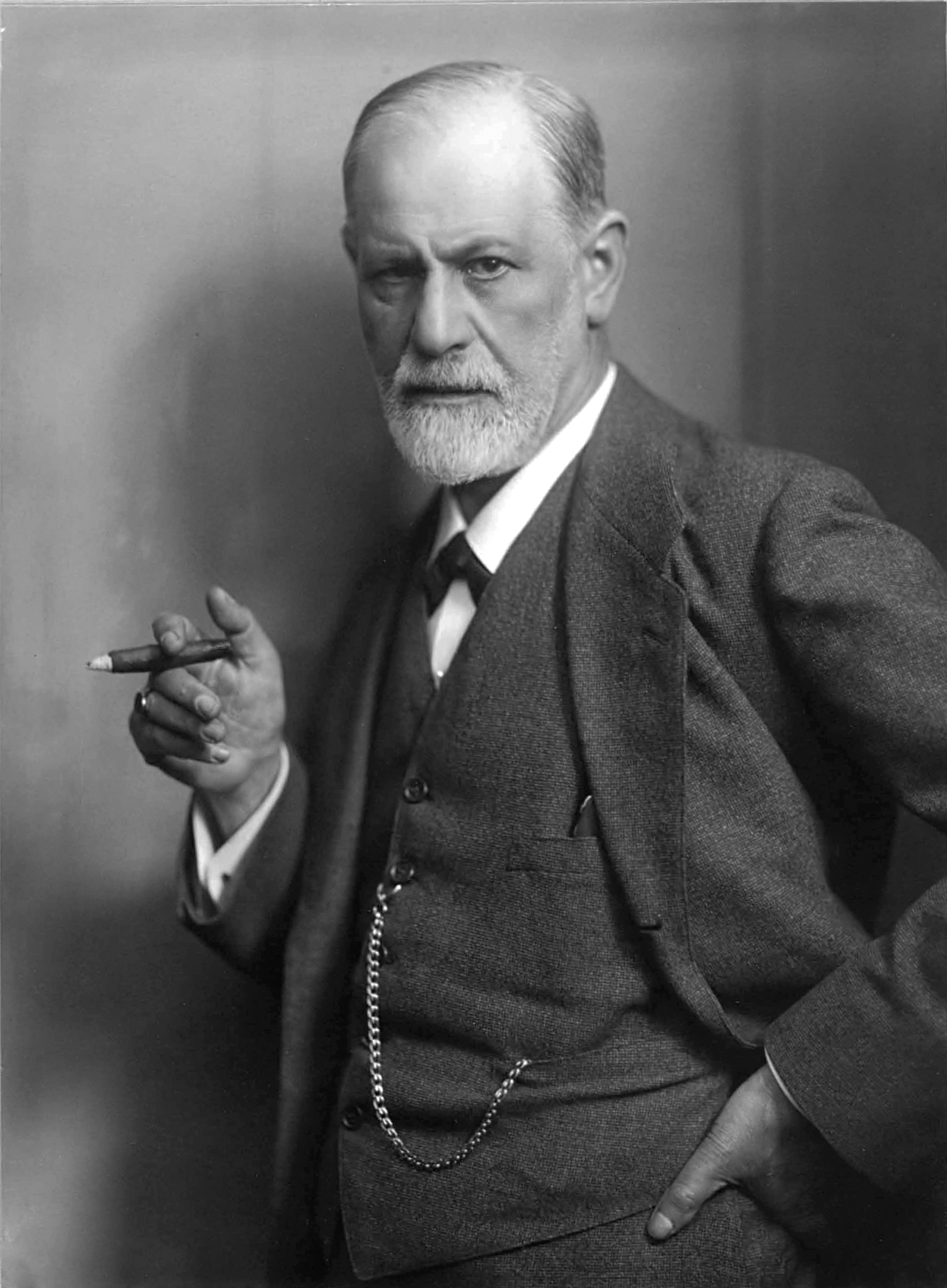
無意識的動機づけはジークムント・フロイトの精神分析学において中心的な役割を果たす。

無意識的動機づけは、人が意識していない動機を含む。それは意識の水準以下で作用する、深く根付いた信念、欲望、感情によって導かれる可能性がある。例には、過去の経験の認識されていない影響、未解決の葛藤、隠された恐れ、防衛機制が含まれる。これらの影響は決定に影響を与え、行動に影響を及ぼし、習慣を形成する可能性がある。無意識的動機づけの例は、科学者が自分の研究努力を科学に貢献したいという利他的な欲求の純粋な表現だと信じているが、その真の動機は認識されていない名声への欲求である場合である。外的状況も無意識的行動の基礎となる動機づけに影響を与える可能性がある。例として、プライミングの効果があり、これは早期の刺激が、その影響を人が意識することなく、後の刺激への反応に影響を与える。無意識的動機づけはジークムント・フロイトの精神分析学における中心的なトピックである。
初期の動機づけ理論は、しばしば意識的動機づけが動機づけの主要な形態であると仮定していた。しかし、この見方はその後の文献で異議を唱えられており、それらの影響の相対的な程度については学術的な合意がない。

### 合理的および非合理的
意識的および無意識的動機づけの対比と密接に関連しているのは、合理的および非合理的動機づけの区別である。動機づけの状態は、それが良い理由に基づいている場合に合理的である。これは、行動の動機が、なぜその人がその行動に従事すべきかを説明することを意味する。この場合、その人はなぜその行動が価値あるものと考えられるかについての洞察を持っている。例えば、ある人が子どもの命を大切に思うために溺れている子どもを救う場合、その動機づけは合理的である。
合理的動機づけは非合理的動機づけと対照的であり、後者では人はその行動を説明する良い理由を持っていない。この場合、その人は動機づけのより深い源泉と、その行動が自分の価値観とどのように調和しているかについての明確な理解を欠いている。これは衝動性的行動の場合に当てはまる。例えば、ある人が自分の行動の結果を熟考することなく、怒りから自発的に行動する場合などである。
合理的動機づけと非合理的動機づけは経済学の分野で重要な役割を果たす。経済学的行為者の行動を予測するために、彼らが合理的に行動するという仮定がしばしば置かれる。この分野では、合理的行動は自己利益と調和した行動として理解され、非合理的行動は自己利益に反する行動として理解される。例えば、企業が利潤最大化を目指すことが自己利益にかなっているという仮定に基づき、その結果につながる行動は合理的と考えられ、利潤最大化を妨げる行動は非合理的と考えられる。しかし、より広い意味で理解すると、合理的動機づけはより広い用語であり、合理的利他主義の形態として他者に利益をもたらしたいという欲求によって動機づけられる行動も含む。

### 生物学的および認知的
生物学的動機づけはマズローの欲求段階説における生理的欲求によって生じる動機に関係する。例として、空腹、渇き、性、睡眠の必要性がある。これらは一次的、生理的、または有機的動機とも呼ばれる。生物学的動機づけは覚醒状態と感情の変化と関連している。その源は刺激-反応パターンを支配する生得的メカニズムにある。
認知的動機づけは心理的レベルから生じる動機に関係する。これには、所属、競争、個人的興味、自己実現、および完全性、正義、美、真理への欲求が含まれる。これらは二次的、心理的、社会的、または個人的動機とも呼ばれる。これらはしばしばより高次または洗練された形態の動機づけとして見なされる。情報の処理と解釈は認知的動機づけにおいて重要な役割を果たす。認知的に動機づけられた行動は生得的な反射ではなく、過去の経験と期待される結果に基づく利用可能な情報への柔軟な反応である。それは望ましい結果の明示的な定式化とそれらの結果を実現するための目標指向の行動への従事と関連している。
人間の動機づけに関する一部の理論は、生物学的原因をすべての動機づけの源泉として見なしている。これらは人間の行動を動物の行動のアナロジーとして概念化する傾向がある。他の理論は生物学的および認知的動機づけの両方を認め、一部は認知的動機づけに主な重点を置いている。

### 短期的および長期的
短期的および長期的動機づけは、時間的視野と基礎となる動機づけメカニズムの持続時間に関して異なる。短期的動機づけは即時または近い将来に報酬を達成することに焦点を当てている。それは衝動的な行動と関連している。それは一時的で変動する現象であり、自発的に生じたり消えたりする可能性がある。
長期的動機づけは、より遠い将来の目標への持続的なコミットメントを含む。それは意図した目標に到達する前に、長期間にわたって時間と努力を投資する意欲を包含する。それはしばしば、目標設定と計画を必要とするより熟考的なプロセスである。
短期的および長期的動機づけの両方が目標の達成に関連している。例えば、短期的動機づけは緊急の問題への対応において中心的であり、長期的動機づけは遠大な目標を追求する際の重要な要因である。しかし、それらは時として対立する行動の過程を支持することによって互いに衝突することがある。例として、一夜限りの関係を持ちたい誘惑にかられている既婚者の場合がある。この場合、即時の肉体的満足を求める短期的動機づけと、信頼とコミットメントに基づく成功した結婚を保持し育むための長期的動機づけとの間に衝突が生じる可能性がある。もう1つの例は、健康を維持するための長期的動機づけと、タバコを吸うための短期的動機づけの対比である。

### 利己的および利他的
利己的および利他的動機づけの違いは、予想される行動の過程から誰が利益を得ることを意図しているかに関係する。利己的動機づけは自己利益によって駆動される：その人は自分自身の利益のため、または自分自身の欲求と欲望を満たすために行動している。この自己利益は、即時の快感、キャリアの向上、金銭的報酬、他者からの尊敬の獲得など、様々な形態をとることができる。
利他的動機づけは無私の意図によって特徴づけられ、他者のウェルビーイングへの純粋な関心を含む。それは、見返りとしての個人的利益や報酬を得ることを目標とせずに、非取引的な方法で他者を援助し助けることへの欲求と関連している。
議論の余地のある心理学的利己主義の主張によれば、利他的動機づけは存在しない：すべての動機づけは利己的である。この見方の支持者は、一見利他的な行動でさえ利己的な動機によって引き起こされると主張する。例えば、人々は他者を助けることで良い気分になり、その外見上は利他的な行動の背後にある真の内的動機づけは、良い気分になりたいという利己的な欲求であると主張する可能性がある。
多くの宗教は宗教的実践の構成要素として利他的動機づけの重要性を強調する。例えば、キリスト教は無私の愛と思いやりを神の意志を実現し、より良い世界をもたらす方法として捉えている。仏教徒は苦 (仏教)を除去する手段として、すべての衆生に対する慈 (仏教)の実践を強調する。

### その他
学術文献では他の多くの種類の動機づけが議論されている。道徳的動機づけは利他的動機づけと密接に関連している。その動機は道徳的判断と調和して行動することであり、「正しいことをする」意欲として特徴づけることができる。約束を守るために病気の友人を訪問したいという欲求は道徳的動機づけの例である。これは映画に行きたいという欲求など、他の形態の動機づけと衝突する可能性がある。道徳哲学における影響力のある議論は、内在主義者が主張するように、道徳的判断が直接道徳的動機づけを提供できるかという問題を中心に展開されている。外在主義者は、欲求や感情のような追加的な精神状態が必要であるという代替的な説明を提供する。外在主義者は、これらの追加的な状態が必ずしも道徳的判断に伴うわけではないと主張し、道徳的判断を持ちながらもそれに従う道徳的動機づけを持たないことが可能であることを意味する。特定の形態の精神病質や脳の損傷は道徳的動機づけを阻害する可能性がある。
エドワード・L・デシやリチャード・ライアンのような自己決定理論の研究者は、自律的動機づけと統制的動機づけを区別する。自律的動機づけは自分の自由意志に従って行動すること、または何かをしたいからそれをすることと関連している。統制的動機づけの場合、その人は外的な力によって何かをするよう圧力をかけられていると感じる。
関連する対比は、プッシュ動機づけとプル動機づけの間にある。プッシュ動機づけは満たされていない内的欲求から生じ、それらを満たすことを目指す。例えば、空腹は個人に食べ物を探すよう推し進める可能性がある。プル動機づけは外的目標から生じ、大学の学位を取得する動機づけのように、この目標の達成を目指す。
達成動機づけは障害を克服し卓越性を追求したいという欲求である。その目標は、具体的な外的報酬がない場合でも、物事をうまく行い、より良くなることである。それは失敗への恐れと密接に関連している。スポーツにおける達成動機づけの例は、より上手くなろうとして、より強い相手に挑戦する人である。
人間の動機づけは時として動物の動機づけと対比される。動物の動機づけの分野は、動物の行動の背後にある理由とメカニズムを調べる。それは心理学と動物学に属する。それは外的刺激と内的状態の相互作用に特別な重点を置く。さらに、動物が個体としてまた進化の観点から特定の行動からどのように利益を得るかを考慮する。動物と人間の動機づけの分野の間には重要な重複がある。動物の動機づけに関する研究は、外的刺激と本能的反応の役割により焦点を当てる傾向があるが、自由な決定と満足遅延の役割は、人間の動機づけを議論する際により顕著な位置を占める。

## アモチベーションとアクラシア

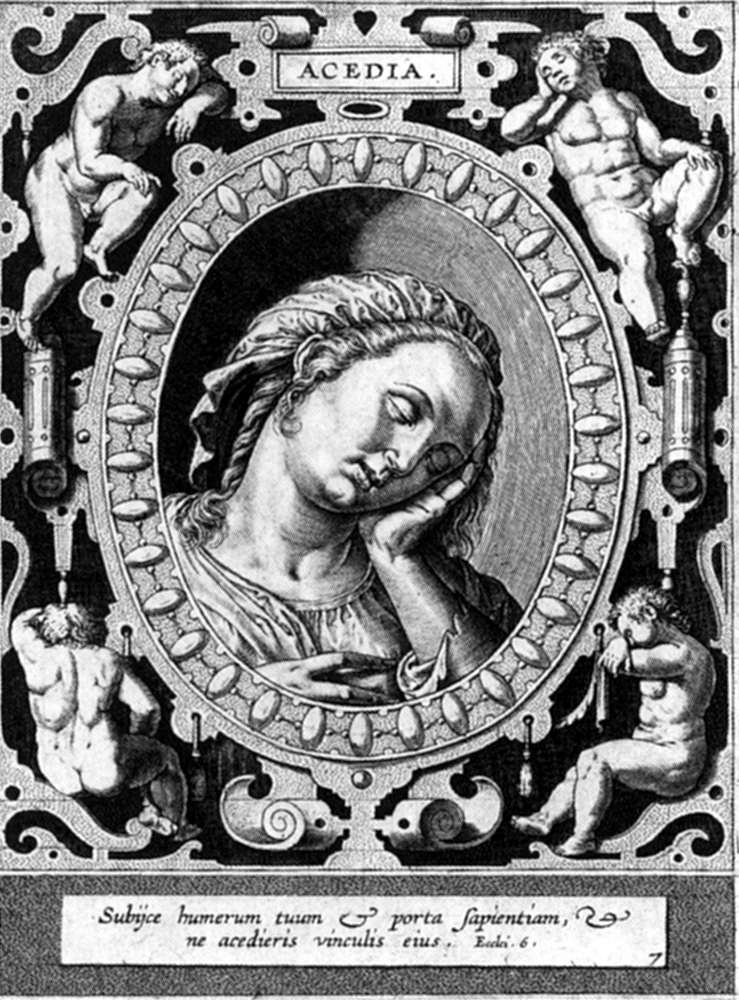
アモチベーションは関心の欠如であり、精神的実践に関連して現れる場合、時として無気力として記述される。

動機づけはアモチベーション（意欲欠如としても知られる）と対照的であり、これは関心の欠如である。アモチベーションの状態にある個人は無関心を感じるか、特定の行動に従事する意欲を欠いている。例えば、学校でアモチベーションの状態にある子どもは授業中に受動的なままで、教室活動に従事せず、教師の指示に従わない。アモチベーションは生産性、目標達成、全体的なウェルビーイングにとって重大な障壁となり得る。これは非現実的な期待、無力感、無能感、自分の行動が結果にどのように影響するかを見出せないことなどの要因によって引き起こされる可能性がある。スピリチュアリティの分野では、無気力とアシディエという用語が、しばしば精神的実践に従事することの失敗に関連するアモチベーションや倦怠の形態を表すために使用される。アモチベーションは通常一時的な状態である。「アモチベーション症候群」という用語は、より永続的で広範な状態を指す。それは幅広い活動に関連する無関心と活動の欠如を含み、非一貫性、集中力の欠如、記憶障害と関連している。「動機づけ減退障害」という用語は、無為症候群、無動無言症、その他の動機づけ関連の神経学的障害を含む、広範な関連現象をカバーする。
アモチベーションはアクラシアと密接に関連している。アクラシアの状態にある人は、特定の行動を実行すべきだと信じているが、それを行う動機づけを自分自身に与えることができない。これは、人が何をすべきだと信じているのかと、実際に何をするのかの間に内的な葛藤があることを意味する。アクラシアの原因は、時として人が誘惑に屈し、それに抵抗することができないことである。このため、アクラシアは意志の弱さとも呼ばれる。自分の最善の利益にならないことを知りながら強迫的に薬物を摂取する依存症者は、アクラシアの例である。アクラシアはエンクラシアと対照的であり、エンクラシアは人の動機づけが信念と一致している状態である。

## 理論
動機づけの理論は、動機づけの現象を説明することを目的とする枠組みまたは原理の集合である。それらは、動機づけがどのように生じ、どのような原因と効果を持ち、一般的に人々を動機づける目標は何かを理解しようとする。このようにして、それらは個人がなぜある行動ではなく別の行動に従事するのか、どれだけの努力を投資するのか、与えられた目標に向かってどれだけ長く努力し続けるのかについての説明を提供する。
学術文献における重要な議論は、動機づけがどの程度生得的であるか、または遺伝的に決定された本能に基づくものか、それとも以前の経験を通じて学習されるものかに関するものである。密接に関連する問題は、動機づけのプロセスが機械的で自動的に作動するのか、それとも認識プロセスと能動的な意思決定を含むより複雑な性質を持つのかということである。もう1つの議論は、動機づけの主要な源が外的目標ではなく内的欲求であるかどうかという題目を巡って展開される。
動機づけの理論の中で一般的な区別は、内容理論と過程理論の間にある。内容理論は、異なる種類の欲求、動因、欲望などの人々を動機づける内的要因を特定し記述しようとする。それらは、どのような目標が人々を動機づけるかを調べる。影響力のある内容理論には、マズローのマズローの欲求段階説、フレデリック・ハーズバーグの二要因理論、デイビッド・マクレランドの学習された欲求理論がある。過程理論は、人間の動機づけの基礎となる認知的、感情的、意思決定プロセスについて議論する。それらは、人々がどのように目標とそれを達成する手段を選択するかを調べる。主要な過程理論には、期待理論、公平性理論、目標設定理論、自己決定理論、強化理論がある。動機づけの理論を分類する別の方法は、生得的生理学的プロセスの役割を認知的プロセスと対比することに焦点を当て、生物学的、心理学的、生物心理社会的理論を区別する。

### 主要な内容理論

マズローの欲求階層説は、下部のより基本的な欲求が上位の欲求の基礎を形成するピラミッドとしてしばしば視覚化される。

マズローは、人間には異なる種類の欲求があり、それらの欲求が動機づけの責任を持つと主張する。彼によれば、それらは低次と高次の欲求から成る欲求階層を形成する。低次の欲求は生理的レベルに属し、何らかの欠乏を示すため「欠乏」欲求として特徴づけられる。例として、食物、水、住居への欲求がある。高次の欲求は心理的レベルに属し、人として成長する可能性と関連している。例として、肯定的な自己イメージの形での自尊心や、独自の才能と能力を実現することによる個人的発達がある。マズローの理論の2つの重要な原理は「進行原理」と「欠乏原理」である。これらは、低次の欲求が満たされてから高次の欲求が活性化されることを述べている。これは、食物や住居のような低次の欲求が満たされていない間は、尊重や自己実現のような高次の欲求が完全な動機づけを提供できないことを意味する。マズローの欲求階層説の影響力のある拡張は、クレイトン・アルダーファーによってERG理論の形で提案された。
ハーズバーグの二要因理論もまた、低次と高次の欲求の観点から動機づけを分析する。ハーズバーグはこれを特に職場に適用し、低次レベルの衛生要因と高次レベルの動機づけ要因を区別する。衛生要因は職場環境と条件に関連している。例として、会社の方針、監督、給与、雇用保障がある。これらは職務不満足と、頻繁な欠勤や努力の減少などの関連する否定的行動を防ぐために不可欠である。動機づけ要因は仕事そのものにより直接関連している。これらには仕事の性質と関連する責任、および承認と個人的・専門的成長の機会が含まれる。これらは職務満足、およびコミットメントと創造性の増加の責任を持つ。この理論は、例えば、より高次の欲求が満たされない場合、給与と雇用保障を増加させることは労働者を完全に動機づけるのに十分でない可能性があることを意味する。
マクレランドの学習された欲求理論は、個人には3つの主要な欲求があると述べている：親和、権力、達成である。親和欲求は他者と社会的つながりを形成したいという欲求である。権力欲求は自分の環境を制御し、他者に影響力を及ぼしたいという願望である。達成欲求は野心的な目標を設定し、自分のパフォーマンスについてポジティブなフィードバックを受けたいという願望に関連する。マクレランドは、これらの欲求は誰にでも存在するが、その正確な形態、強さ、表現は文化的影響と個人の経験によって形作られると主張する。例えば、親和指向の個人は主に社会関係を確立し維持することによって動機づけられ、一方、達成指向の個人は挑戦的な目標を設定し、個人的卓越性を追求する傾向がある。個人主義的文化における達成欲求の重視と対照的に、集団主義的文化では親和欲求により重点が置かれる傾向がある。

### 主要な過程理論
期待理論は、ある人がある行動を実行する動機づけを持つかどうかは、その行動の期待される結果に依存すると述べている：期待される結果がより肯定的であるほど、その行動に従事する動機づけはより高くなる。期待理論の研究者は期待される結果を3つの要因の観点から理解する：期待、手段性、誘意性である。期待は努力とパフォーマンスの関係に関係する。行動の期待が高い場合、その人は自分の努力が成功したパフォーマンスにつながる可能性が高いと信じている。手段性はパフォーマンスと結果の関係に関係する。パフォーマンスの手段性が高い場合、その人はそれが意図した結果につながる可能性が高いと信じている。誘意性は結果がその人にとってどの程度魅力的かの度合いである。これら3つの構成要素は乗法的な方法で互いに影響を与け、すべてが高い場合にのみ高い動機づけが存在することを意味する。この場合、その人は自分がうまく遂行できる可能性が高く、パフォーマンスが期待される結果につながり、結果が高い価値を持つと信じている。
公平性理論は公平さを動機づけの重要な側面として捉える。それによれば、人々は努力と報酬の間の比に関心がある：彼らはどれだけのエネルギーを投資しなければならないか、そして結果がどれだけ良いかを判断する。公平性理論は、個人が自分の努力と報酬の比率を他者の比率と比較することによって社会正義を評価すると述べている。公平性理論の重要な考えは、人々が認識された不公平を減らすことに動機づけられるということである。これは特に、他者よりも少ない報酬を受け取っていると感じる場合にそうである。例えば、従業員が同じ給与を受け取りながら同僚よりも長く働いているという印象を持つ場合、これは昇給を要求する動機づけとなる可能性がある。
目標設定理論は、明確に定義された目標を持つことが動機づけの重要な要因の1つであると主張する。それは効果的な目標が具体的で挑戦的であると述べている。目標は、単に最善を尽くすのではなく、到達しようとする定量化可能な目標のような明確な目的を含む場合に具体的である。目標は達成可能だが到達が困難である場合に挑戦的である。目標設定理論の研究者によって特定された2つの追加的要因は、目標へのコミットメントと自己効力感である。コミットメントは目標を達成することへの人の専念であり、抵抗に遭遇したときに目標を放棄または変更することへの不本意さを含む。自己効力感を持つということは、自分自身と成功する能力を信じることを意味する。この信念は、人々が障害を乗り越え、挑戦的な目標に到達する動機づけを維持するのに役立つ可能性がある。
自己決定理論によれば、動機づけに影響を与える主な要因は、自律性、コンピテンシー、つながりである。人々は、命令に従うのではなく、自分で何をするかを決定する場合に自律的に行動する。これは通常、人間が外的な力によって強制されることなく、自分の願望、価値観、目標に従って行動することを好むため、動機づけを高める傾向がある。ある人が特定の課題に対して有能である場合、彼らは通常、仕事そのものとその結果について良い気持ちを感じる。能力の欠如は、努力が成功しない場合に欲求不満につながり、動機づけを低下させる可能性がある。つながりは自己決定理論の研究者によって特定されたもう1つの要因であり、社会的環境に関係する。動機づけは、その人が他者と積極的に関係を持ち、承認を受け、助けを求めることができる活動において強化される傾向がある。
強化理論は行動主義心理学に基づいており、以前の行動の肯定的および否定的結果との関連で動機づけを説明する。それはオペラント条件づけの原理を使用し、これは肯定的な結果が伴う行動は繰り返される可能性が高く、否定的な結果が伴う行動は繰り返される可能性が低いと述べている。この理論は、例えば、子どもの攻撃的な行動が報酬を受ける場合、これは将来の攻撃的行動への子どもの動機づけを強化すると予測する。

## 様々な分野において

### 神経学
神経学では、動機づけは動機づけ現象に関与する脳過程と脳領域を調べることによって生理学的観点から研究される。神経学はFMRIとポジトロン断層法の使用を含む様々な方法を通じて、人間と動物の両方からデータを得る。それは通常の動機づけプロセス、病理学的症例、および可能な治療の効果を調査する。それは臨床心理学、実験心理学、比較心理学などの分野からの洞察に依存する複雑な学問である。
神経学者は動機づけを、複雑な決定を行い行動を調整するために信号を統合し処理する多面的な現象として理解する。動機づけは、ストレスのような生体の生理学的状態、環境に関する情報、この環境との過去の経験のような個人的履歴によって影響を受ける。すべてのこの情報は、目標を追求することに関連する時間、努力、不快感、および欲求を満たすことや危害から逃れることのような肯定的結果を考慮する費用便益分析を実行するために統合される。この形態の報酬予測は、眼窩前頭皮質、前帯状皮質、基底外側扁桃体などのいくつかの脳領域と関連している。神経伝達物質ドーパミン系は、どのような肯定的および否定的結果が特定の行動と関連しているか、また環境的手がかりのような特定の信号がどのように特定の目標と関連しているかを学習する上で重要な役割を果たす。これらの関連を通じて、信号が存在する場合に動機づけは自動的に生じる可能性がある。例えば、ある人が特定の種類の食べ物を1日の特定の時間と関連付ける場合、その時間が来ると自動的にその食べ物を食べる動機づけを感じる可能性がある。

### 教育

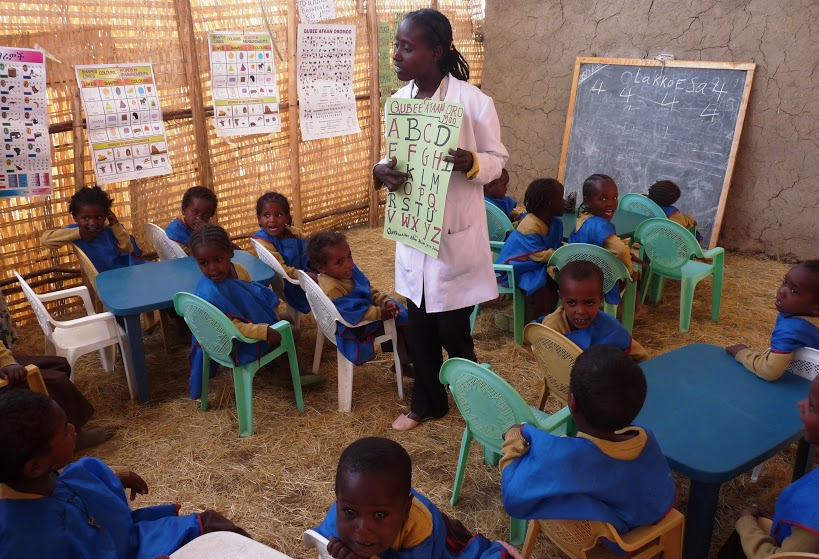
動機づけは教室活動への生徒の参加と学業成績に影響を与える。

動機づけは教育において重要な役割を果たす。なぜなら、それは学習トピックへの生徒の関与に影響を与え、学習経験と学業成績を形作るためである。動機づけられた生徒は教室活動に参加し、課題を通じて忍耐する可能性が高い。効果的な学習を確保するために生徒の動機づけを育み維持する学習環境を確立することは、教育者と教育機関の責任の1つである。
教育研究は特に、内発的および外発的動機づけが学習プロセスに与える異なる効果を理解することに関心がある。内発的動機づけの場合、生徒は科目と学習経験そのものに関心がある。外発的動機づけによって駆り立てられる生徒は、良い成績や仲間からの認知のような外的報酬を求める。内発的動機づけは、より深い学習、より良い記憶保持、長期的なコミットメントと関連しているため、しばしば好ましい種類の動機づけとして見なされる。報酬と認知の形での外発的動機づけも学習プロセスにおいて重要な役割を果たす。しかし、それは場合によって内発的動機づけと衝突し、創造性を妨げる可能性がある。
様々な要因が生徒の動機づけに影響を与える。通常、気が散るものが少ない整理された教室を持つことが有益である。学習教材は、生徒を退屈させる可能性がある簡単すぎるものでも、欲求不満につながる可能性がある難しすぎるものでもあってはならない。教師の行動も、例えば教材の提示方法、課題に対するフィードバックの提供方法、生徒との対人関係の構築方法に関して、生徒の動機づけに重要な影響を与える。忍耐強く支援的な教師は、間違いを学習機会として解釈することによって相互作用を促進することができる。

### 仕事
仕事の動機づけは、組織研究と組織行動の分野でしばしば研究されるトピックである。それらは組織の文脈における人間の動機づけを理解し、人事労務管理、従業員の選考、訓練、管理実践を含む仕事と仕事関連活動におけるその役割を調査することを目的としている。動機づけは職場において様々なレベルで重要な役割を果たす。それは従業員が自分の仕事についてどのように感じるか、その決意のレベル、コミットメント、全体的な職務満足度に影響を与える。また、従業員のパフォーマンスと全体的なビジネスの成功にも影響を与える。動機づけの欠如は、自己満足、無関心、欠勤による生産性の低下につながる可能性がある。2024年のギャラップのレポートによると、低いエンゲージメントにより8.9兆ドルの世界のGDPが失われた。それはまた燃え尽き症候群の形で現れる可能性もある。
様々な要因が仕事の動機づけに影響を与える。それらには従業員の個人的欲求と期待、彼らが遂行する課題の特徴、および仕事の条件が公平で公正だと認識されているかどうかが含まれる。もう1つの重要な側面は、管理者がどのようにコミュニケーションを取りフィードバックを提供するかである。効果的なリーダーシップ、従業員のパフォーマンス、ビジネスの成功を確保するために、管理者が従業員の動機づけを理解し管理することは不可欠である。文化的違いは労働者をどのように動機づけるかに重要な影響を与える可能性がある。例えば、経済的に発展した国の労働者は自己実現のようなより高次の目標によりよく反応する可能性があるが、経済的に発展が遅れている国の労働者にとってはより基本的な欲求の充足がより中心的である傾向がある。
従業員の動機づけを高めるアプローチには様々なものがある。一部は高給、医療保険、ESOP、利益分配、社用車のような物質的利益に焦点を当てる。他のアプローチは仕事そのものの設計を変更することを目指す。例えば、過度に単純化され分断された仕事は生産性の低下と従業員のモラルの低下をもたらす傾向がある。動機づけのダイナミクスは賃労働とボランティア仕事の間で異なる。内発的動機づけはボランティアにとってより大きな役割を果たし、主要な動機づけ要因は自尊心、他者を助けたいという欲求、キャリアの向上、自己改善である。

### スポーツ
動機づけはスポーツの基本的な側面である。それはアスリートがどれだけ一貫して訓練するか、どれだけの努力を投資する意欲があるか、そして課題をどれだけうまく克服するかに影響を与える。適切な動機づけは運動競技の成功に影響を与える要因である。それは長期間にわたる進歩とコミットメントを維持するために必要な長期的動機づけと、同じ日にできる限りのエネルギーを動員して高いパフォーマンスを発揮するために必要な短期的動機づけの両方に関係する。
コーチの責任は、訓練計画と戦略についてアスリートに助言し指導するだけでなく、必要な努力を投入し最善を尽くすよう彼らを動機づけることである。コーチングスタイルには様々なものがあり、適切なアプローチはコーチ、アスリート、グループのパーソナリティと一般的な運動競技の状況に依存する可能性がある。一部のスタイルは特定の目標の実現に焦点を当て、他のスタイルは教育、特定の原則の遵守、または肯定的な人間関係の構築に集中する。

### 刑法
犯罪の動機は刑法における重要な側面である。それは被告人が犯罪を犯した理由を指す。動機は多くの場合、被告人がなぜ犯罪を犯したかもしれないか、そしてそれからどのように利益を得るかを示す証拠として使用される。動機の欠如は、犯罪への被告人の関与を疑問視する証拠として使用される可能性がある。例えば、金銭的利得は犯罪者が金銭的に利益を得る横領罪のような犯罪を犯す動機となる。
専門用語として、「動機」は「故意」と区別される。故意は被告人の精神状態であり、主観的要件に属する。動機は人が故意を形成する誘因となる理由である。故意とは異なり、動機は通常、犯罪の本質的な犯罪構成要素ではない：それは捜査上の考慮において様々な役割を果たすが、通常、被告人の有罪を立証するために必要とされない。
異なる意味で、動機づけは有罪判決を受けた犯罪者がなぜ処罰されるべきかを正当化する上でも役割を果たす。法の核抑止理論によれば、法違反に対する処罰の重要な側面の1つは、有罪判決を受けた個人と将来の潜在的な違法行為者の両方に、同様の犯罪行為に従事しないよう動機づけることである。

### その他
動機づけは自己啓発と健康の分野におけるライフスタイルの変更の実施と維持における中心的な要因である。自己啓発は、自分のスキル、知識、才能、全体的なウェルビーイングを向上させることを目指す自己改善のプロセスである。それは成長を促進し、人生の異なる領域を改善する実践を通じて実現される。動機づけはこれらの実践に従事する上で重要である。それは特に長期的なコミットメントを確保し、自分の計画を実行することに関連している。例えば、健康関連のライフスタイルの変更は、衝動や悪習慣に抵抗しながら意味のある調整を実施するために、時として高い意志力と自己制御を必要とする場合がある。これは喫煙、アルコール摂取、脂肪分の多い食事への衝動に抵抗しようとする場合に当てはまる。
動機づけは経済学において重要な役割を果たす。なぜなら、それは個人と組織が経済的決定を行い、経済活動に従事することを駆り立てるものだからである。それは消費者行動、労働供給、投資決定を含む多様なプロセスに影響を与える。例えば、経済学の基本的な理論である合理的選択理論は、個人が自己利益によって動機づけられ、効用を最大化することを目指しており、これが消費選択のような消費者心理を導くと仮定する。
コンピュータゲームにおいて、プレイヤーの動機づけは人々がゲームをプレイし、そのコンテンツに関与することを駆り立てるものである。プレイヤーの動機づけは、パズルを解く、敵を倒す、ゲーム世界を探索するなど、特定の目標を達成することを中心に展開されることが多い。それはゲームの一部における小さな目標とゲーム全体を完了することの両方に関係する。異なる種類のプレイヤーの動機づけを理解することは、ゲーム設計者が彼らのゲームを没入感があり幅広い観客に魅力的なものにするのに役立つ。
動機づけは政治の分野でも関連性がある。これは特に民主主義において、積極的な関与、参加、投票を確保するために当てはまる。

## 参照